# Sträflingskolonie Rose Hill
Die Sträflingskolonie Rose Hill wurde am 2. November 1788 als erste britische Sträflingskolonie im frühen Australien in Rose Hill gegründet, dem späteren Parramatta, heute in der Vorstadt Rosehill von Sydney, in New South Wales, gelegen.

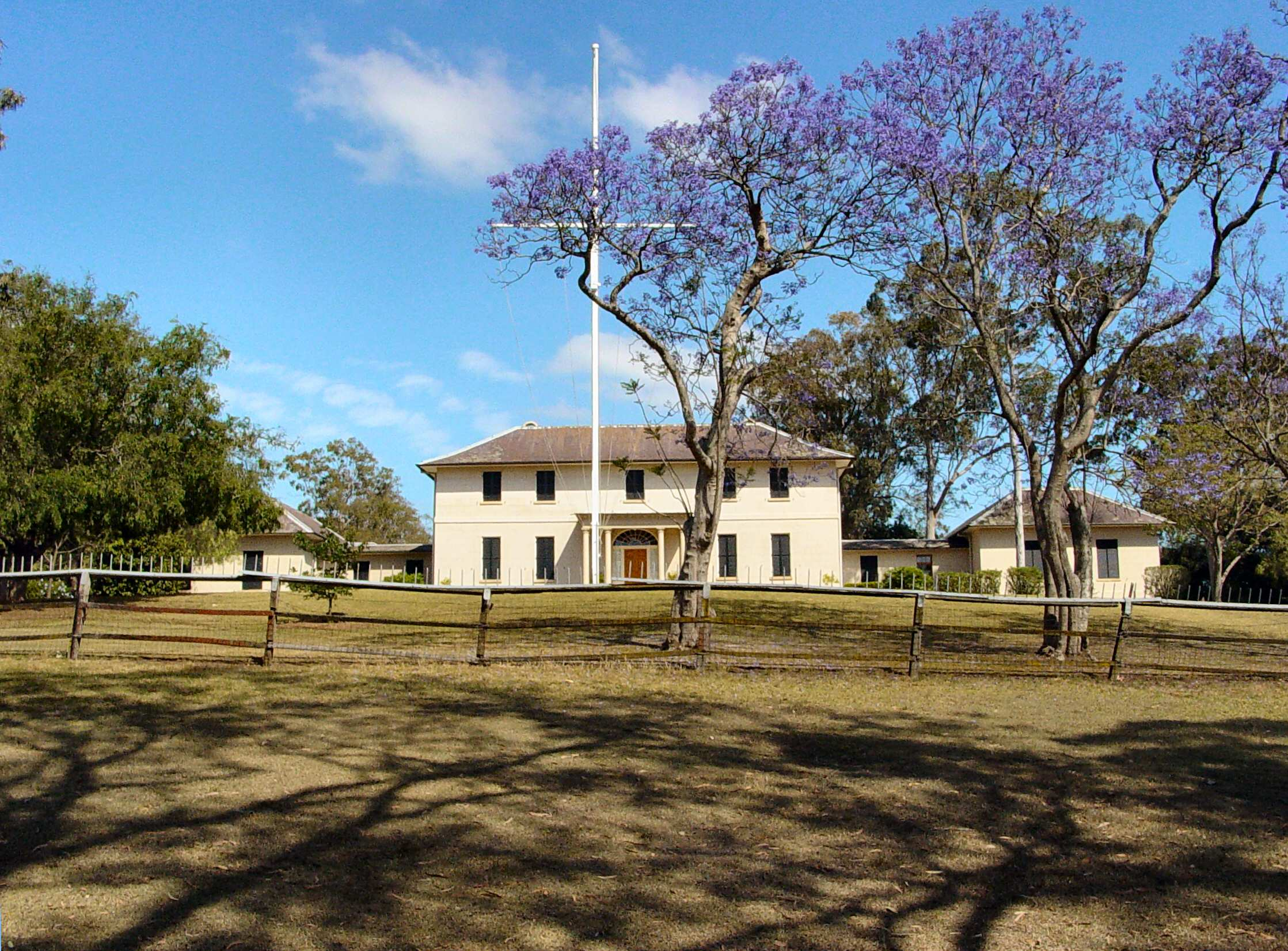
Das Old Government House von Arthur Phillip, das von Sträflingen erbaut wurde und aufgrund seiner Bedeutung mit dem Parramatta-Park in die Liste des UNESCO-Welterbes eingetragen ist

Die Sträflingskolonie lag neben einer Prachtstraße, die zum Old Government House von Gouverneur Arthur Phillip führte. Rose Hill war eine Ortschaft, die Phillip gründete. Nach seinen Vorstellungen wurden Hütten für Sträflinge neben dieser Straße errichtet. Dort befanden sich 32 Hütten in der Größe von 7,30 × 3,65 m (24 × 12 feet), die aus einem Ton-Flechtwerk erstellt und strohgedeckt waren. Jede Hütte, die für männliche Sträflinge vorgesehen war, hatte zwei Räume, davon einen mit einer Feuerstelle und einem aus Ziegelsteinen gemauerten Kamin. Diese Hütten waren für je 10 Männer konzipiert. Allerdings lebten nach einem Bericht vom 16. November 1790 12 bis 14 Männern je Haus.
Auf der anderen Straßenseite befanden sich neun Hütten, die nur von unverheirateten Frauen bewohnt waren. Es gab weitere Hütten an der Straße für Familien von Sträflingen, die sich durch Wohlverhalten auszeichneten.
Im Zeitraum von 1814 bis 1815 wurden diese Sträflingshütten im Rahmen von Landschaftarbeiten für einen Park auf Veranlassung Gouverneur Lachlan Macquarie abgerissen.